# パシフィックブルーカントリークラブ
パシフィックブルーカントリークラブ（旧パシフィックブルーゴルフ&リゾート国東）は大分県国東市に所在するゴルフ場である。

## 所在地
〒872-1651　大分県国東市国東町浜3005-4
大分空港より車で20分である

## コース情報
設計監修者　セベリアーノ・バシェステーロス・ソタ（セベ・バレステロス）